# Anemone amurensis
Anemone amurensis är en ranunkelväxtart. Anemone amurensis ingår i släktet sippor, och familjen ranunkelväxter.

## Underarter
Arten delas in i följande underarter:
- A. a. amurensis
- A. a. kamtschatica